# Alfa Romeo 24 HP
Alfa Romeo 24 HP är en tidigare bilmodell av det italienska biltillverkarföretaget Alfa Romeo.
En av de första Alfa-modellerna var 24 HP, senare känd som 20/30 HP. Den var konstruerad av Cav. Giuseppe Merosi (1872-1957). Han var född i Piacenza och hade tidigare arbetat som chefskonstruktör hos Bianchi i Milano. Modellen hade 4-cylindrig enblocks sidventilmotor på 4,1 liter och kraftöverföring med kardanaxel. Modellen ansågs vara välbyggd.